# Party (bài hát của Beyoncé)
"Party" là một bài hát của nữ ca sĩ Hoa Ky Beyoncé cho album phòng thu thứ tư của cô, 4 (2011). bài hát có sự góp giọng của rapper Mỹ André 3000, phát hành bởi Columbia Records dưới dạng đĩa đơn thứ 3 từ 4 vào ngày 30 tháng 8 năm 2011. Bài hát được viết bởi Kanye West, Jeff Bhasker, Knowles, Dexter Mills, Douglas Davis và Ricky Walters; sản xuất bởi Knowles và West và đồng sản xuất với Bhasker. Là một bản R&B, "Party" có nhịp điệu từ những bản funk và soul từ những năm 80. "Party" nhận được một đề cử cho Best Rap/Sung Collaboration tại Giải Grammy lần thứ 54.

## Bảng xếp hạng

### Bảng xếp hạng tuần
| Bảng xếp hạng (2011)                     | Vị trí cao nhất |
| ---------------------------------------- | --------------- |
| South Korean International Singles Chart | 19              |
| Hoa Kỳ Billboard Hot 100                 | 50              |
| Hoa Kỳ Hot R&B/Hip-Hop Songs             | 2               |
| Hoa Kỳ Rhythmic                          | 18              |
| Hoa Kỳ Adult R&B Songs                   | 21              |

### Bảng xếp hạng cuối năm
| Bảng xếp hạng                       | Vị trí |
| ----------------------------------- | ------ |
| Hoa Kỳ Hot R&B/Hip-Hop Songs (2011) | 60     |
| Hoa Kỳ Hot R&B/Hip-Hop Songs (2012) | 17     |

## Lịch sử phát hành
| Quốc gia    | Ngày                 | Định dạng        | Nhãn     | Phiên bản      |
| ----------- | -------------------- | ---------------- | -------- | -------------- |
| Austria     | 24 tháng 10 năm 2011 | Digital download | Columbia | Bản tiêu chuẩn |
| Bỉ          | 24 tháng 10 năm 2011 | Digital download | Columbia | Bản tiêu chuẩn |
| Canada      | 24 tháng 10 năm 2011 | Digital download | Columbia | Bản tiêu chuẩn |
| Đan Mạch    | 24 tháng 10 năm 2011 | Digital download | Columbia | Bản tiêu chuẩn |
| Tây Ban Nha | 24 tháng 10 năm 2011 | Digital download | Columbia | Bản tiêu chuẩn |
| Hoa Kỳ      | 24 tháng 10 năm 2011 | Digital download | Columbia | Bản tiêu chuẩn |
| Pháp        | 24 tháng 10 năm 2011 | Digital download | Columbia | Bản tiêu chuẩn |
| Hà Lan      | 24 tháng 10 năm 2011 | Digital download | Columbia | Bản tiêu chuẩn |
| Ireland     | 24 tháng 10 năm 2011 | Digital download | Columbia | Bản tiêu chuẩn |
| Ý           | 24 tháng 10 năm 2011 | Digital download | Columbia | Bản tiêu chuẩn |
| Na Uy       | 24 tháng 10 năm 2011 | Digital download | Columbia | Bản tiêu chuẩn |
| Thụy Điển   | 24 tháng 10 năm 2011 | Digital download | Columbia | Bản tiêu chuẩn |
| Thụy Sĩ     | 24 tháng 10 năm 2011 | Digital download | Columbia | Bản tiêu chuẩn |